# 比羅夫車站
比羅夫車站（日语：／ Hirafu eki */?）是一由北海道旅客鐵道（JR北海道）所經營的鐵路車站，位於日本北海道虻田郡俱知安町，是JR北海道函館本線沿線的一個無人車站。比羅夫屬於北海道旅客鐵道本社（札幌總部）的直轄範圍，由俱知安車站負責管理。
名稱來自於飛鳥時代進行蝦夷征伐在本站附近駐軍的阿倍比羅夫。。

## 歷史
- 1904年（明治37年）10月15日：北海道鉄道歌棄站（現在的熱郛站） - 小澤站間延伸段開業、本站作爲同綫的車站開業。
- 1907年（明治40年）7月1日：北海道鉄道国有化、本站移交鐵道省。
- 1909年（明治42年）10月12日：制定国有鉄道線路名称、成爲函館本線的車站。
- 1949年（昭和24年）6月1日：日本国有鉄道法施行、由日本国有鉄道（国鉄）継承。
- 1974年（昭和49年）9月5日：貨運服務廃止。
- 1982年（昭和57年）3月1日：行李服務廃止。無人化。
- 1986年（昭和61年）11月1日：撤去列車交換設備。撤回工作人員。
- 1987年（昭和62年）4月1日：国鉄分割民營化、由北海道旅客鉄道（JR北海道）継承。
- 1992年（平成4年）4月1日：簡易委託廃止、完全無人化。
- 2007年（平成19年）10月1日：本站導入北海道旅客鉄道站編號[2]。

## 構造
側式月台1面1線的地面車站。由俱知安站管理的無人站。
比羅夫車站是日本全國唯一一個使用車站站房來作為民宿使用的鐵路車站，業者使用站內不再營運的舊辦公室改裝成民宿「驛之宿比羅夫」（駅の宿ひらふ），號稱是日本全國距離月台最近的住宿設施。

## 相鄰車站
北海道旅客鐵道（JR北海道）
■函館本線
快速「Niseko Liner」（只限往札幌運行）
二世谷（S25） → 比羅夫（S24） → 俱知安（S23）
普通
二世谷（S25）－比羅夫（S24）－俱知安（S23）